# Joachim Heinzl
Joachim Lothar Heinzl  (* 6. September 1940 in Aussig) ist ein deutscher Ingenieur. 
Heinzl war Professor und 1. Vizepräsident an der TU München und ist seit Oktober 2005 emeritiert. Er gilt als Pionier der Drop-on-Demand-Tintendrucktechnologie.
Er entwickelte in den 1970er Jahren bei Siemens in München den ersten kommerziell erfolgreichen Tintendrucker nach dem Drop-on-Demand-Prinzip, den Siemens PT80i. Von diesem wurden mehr als eine Million Geräte verkauft.

## Leben
In den Jahren 1950–1959 besuchte Joachim Heinzl die Luitpold-Oberrealschule in München, in den folgenden 5 Jahren, bis 1965, widmete er sich dem Studium des Allgemeinen Maschinenbaus an der TH München. Sein Promotionsstudium der Fachrichtung Elektroakustik folgte 1966/1967 an der TU München, er war ein Stipendiat der Fritz-Thyssen-Stiftung.
Von 1968 bis 1974 wurde er im Zentrallabor für Datentechnik der Siemens AG in München beschäftigt, ab 1970 war Heinzl Laborvorsteher, ab 1973 dann Laborgruppenleiter. 1970 folgte zudem seine Promotion zum Doktor-Ingenieur (Dr.-Ing.), Dissertationsthema war die Hydraulik des Innenohrs und die Hörtheorien. Ein Jahr später, ab 1971, hatte Heinzl zudem einen Lehrauftrag an der TU München für Getriebelehre. Er zeichnete sich von 1975 bis 1978 als wissenschaftlicher Hauptreferent zuständig für die Entwicklung von mechanischen Druckern, Lochstreifen- und Magnetbandgeräten, Nadeldruckern und nichtmechanischen Druckverfahren. 
1978 folgte eine ordentliche Professur am Lehrstuhl für Feingerätetechnik der TU München mit den Forschungsgebieten Microsystemtechnik (insbesondere Mikroaktoren für den Tintendruck), rauscharme aerostatische Lager, Ultrapräzisionsbearbeitung, Lasermesstechnik und – gemeinsam mit Prof. Brandenburg – Schrittmotoren und die Servoantriebstechnik, mehr als fünfzig Veröffentlichungen und einhundert Patentanmeldungen und Patente gingen aus dieser Zeit hervor. Heinzl hatte den Lehrstuhl bis 2005 inne. Während dieser Zeit war er als Prodekan und Dekan der Fakultät für Maschinenwesen der TU München intensiv an der Neubauplanung der Fakultät in Garching beteiligt.
Im Zeitraum von 1995 bis 2002 war er 1. Vizepräsident der TU München, Arbeitsschwerpunkte stellten unter anderem der Ausbau und die Anbindung des Standorts Garching dar. Ebenso seit 1995 war Joachim Heinzl für fünf Jahre Sprecher der Arbeitsgemeinschaft der Technischen Hochschulen und Technischen Universitäten in Deutschland (ARGE TU/TH). Von 2006 bis 2011 war er Präsident der Bayerischen Forschungsstiftung.

### Weitere Tätigkeiten und Ehrungen
Heinzl wurde 1979 Wissenschaftlicher Leiter der Zeitschrift F & M des Hanser-Verlags. Er leistet Richtlinienarbeit für die Entwicklungsmethodik in der Gerätetechnik in der VDI/VDE-Gesellschaft für Mikro- und Feinwerktechnik, 1994 erhielt er die Ehrenplakette des VDI.
Er ist zudem stellvertretender Ombudsmann der TU München sowie Vertrauensdozent der DFG.
Seit 1998 ist Joachim Heinzl Sprecher des Beirats des Münchener Business Plan Wettbewerbs (MBPW), im Mai 1999 war er Mitbegründer und Gesellschafter der Generis GmbH, die im Januar 2004 in voxeljet umbenannt wurde.
Am 2. Dezember 2002 bekam er die Heinz-Maier-Leibnitz-Medaille der TU München für „richtungsweisende Forschungsarbeite auf dem Gebiet der Mikrotechnik, insbesondere der Vervollkommnung der Luftlagertechnik, der Entwicklung von Verfahren zum Drop-on-Demand-Tintendruck und zum Rapid Prototyping, sowie für seine außerordentlichen Verdienste um die Fortentwicklung der Universität“ verliehen, im Jahr darauf den Aachener und Münchener Preis für Technik und angewandte Naturwissenschaften der Carl-Arthur Pastor-Stiftung in Aachen.
Im Januar 2006 wurde er Präsident der Bayerischen Forschungsstiftung, einen Monat darauf bekam er von der Fakultät für Maschinenbau der Universität Hannover die Ehrendoktorwürde (Dr.-Ing. E. h.) verliehen.
Am 27. Juli 2009 wurde ihm das Bundesverdienstkreuz am Bande überreicht (Verleihung April 2009).
Heinzl ist Mitglied der Deutschen Akademie der Technikwissenschaften acatech.

## Patente
Heinzl hält folgende Patente:
- Verfahren zur Übertragung bestimmter Zeichen oder Grafikmuster[13]
- Verfahren und Anordnung zum Übertragen von Zeichen[14]
- Mehrfarbdruck mit einem Druckkopf[15]
- Aufbau des Druckkopfes für den Tinten-Rasterdruck[16]
- Steuerung der Tintentröpfchenmasse und -geschwindigkeit[17]

## Veröffentlichungen
- Seitendrucktechnologien, schwarz/weiss und Farbe, Mitverfasser, engl.,[18] Bellingham Washington, USA, SPIE 1991, ISBN 0819405574
- Criteria for the Quality of Digested Halftone Color Prints, Joachim Heinzl and Benno Petschik, Technical University of Munich, published in Recent Progress in Color Science, 1997, S. 210–216, ISBN 0-89208-202-X[19]
- Rapid prototyping in microsystems technology, International Journal of Produkt Development (JPD), Vol.1, No.2, 2004[20]